# Cygnus X

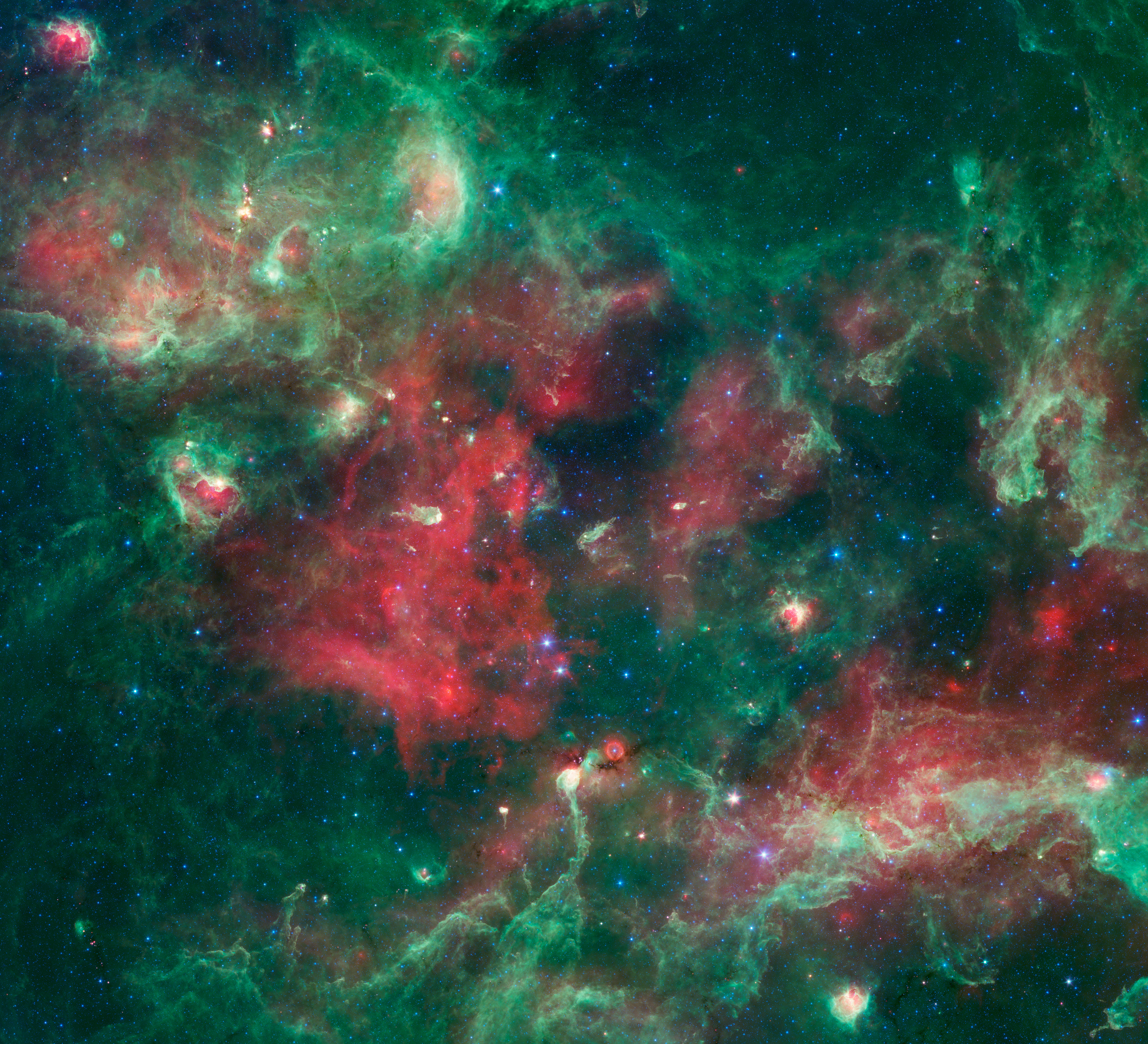
Cygnus X na zdjęciu z teleskopu Spitzera

Cygnus X – kompleks gwiazdotwórczy znajdujący się w gwiazdozbiorze Łabędzia w odległości około 4500 lat świetlnych. Nazwa Cygnus X została po raz pierwszy przypisana temu rozproszonemu źródłu radiowemu przez J.H. Piddingtona i H.C. Minnetta w 1952 w celu odróżnienia tego radioźródła od innych znanych źródeł radiowych w Łabędziu.
Obszar zawiera zarówno już powstałe młode, masywne gwiazdy, jak też skomplikowaną sieć baniek, włókien i filarów, w których powstaje kolejna generacja nowych gwiazd. Cygnus X ma niezmiernie chaotyczną strukturę, za co odpowiedzialne są potężne wiatry oraz znaczne ilości promieniowania jonizującego wyrzucane do otoczenia przez masywne gwiazdy. Do kompleksu Cygnus X należy asocjacja gwiazdowa Cygnus OB2, składająca się z tysięcy gwiazd, widoczna poprzez swoje oddziaływanie na pobliskie chmury. Skutkiem tego oddziaływania jest niebieska poświata w centrum Cygnus X, świecąca dzięki podgrzaniu otaczającego materiału.
Skomplikowana sieć włókien i filarów wskazuje na intensywne formowanie gwiazd. Jednym z najważniejszych takich regionów jest DR 21, posiadający niezwykle gęste włókna powstałe w trakcie narodzin masywnych gwiazd. W obszarze tym znajduje się też kilka struktur podobnych do baniek. Są to DR 20, DR 22, DR 17 i W75N. Każda z nich została wyrzeźbiona przez pobliskie masywne młode gwiazdy. Promieniowanie pochodzące od tych gwiazd jonizuje gaz w swoim otoczeniu, co powoduje jaskrawe świecenie baniek przypominających nadmuchane pęcherzyki na najkrótszych długościach fal.
W kompleksie znajduje się również struktura przypominająca bardziej rozproszoną chmurę z jednym widocznym filarem przypominającym szyję łabędzia. Chmura ta została skatalogowana jako DR 15. W pobliżu brzegu tego filaru znajduje się też wyjątkowo symetryczna bańka w kolorze niebieskim. Jest to prawdopodobnie powłoka powstała z materiału wyrzuconego przez jasną błękitną gwiazdę zmienną skatalogowaną jako G79.29 +0.46. Jest to  nadolbrzym należący do gwiazd zmiennych typu S Doradus. Znajduje się ona w centrum tego obszaru. W całym kompleksie Cygnus X widoczne są gęste stężenia pyłów i gazu, które w przyszłości posłużą do uformowania kolejnej generacji masywnych gwiazd.